# 투르크메니스탄의 축구
축구는 1991년 독립한 투르크메니스탄 에서 가장 인기 있는 스포츠이다. 투르크메니스탄 축구 협회는 성인 및 청소년 수준에서 국제 축구 연맹과 아시아 축구 연맹이 주최하는 대회에 정기적으로 참가한다. 발레리 네폼냐시는 투르크메니스탄 축구에서 가장 유명한 이름이다. 그는 카메룬을 1990년 이탈리아 월드컵으로 이끈 감독이었다. 카메룬은 개막전에서 전 대회 우승팀인 아르헨티나를 1-0으로 꺾고 많은 사람들을 놀라게 했지만, 8강전에서 패했다. 투르크메니스탄 전국에 40개의 구단과 820명의 선수, 30명의 심판이 있다. 주요 경기장은 쾨페트다그 경기장, Nabitchi ( Nebitdag, 15,000석), The Builder (아시가바트, 11,000석)이다.

## 투르크메니스탄 축구의 역사

### 소비에트 시대
투르크메니스탄의 축구는 1920년대에 발전하기 시작했지만 1937년 투르크멘 SSR의 첫 번째 챔피언십이 열리면서 스포츠가 더욱 조직화되었다. 1937년부터 1991년까지 가장 좋은 성적을 거둔 클럽은 Neftyanik Kvasnovodsk와 Pogranichnik Ashkhabad로 각각 6개의 투르크멘 SSR 챔피언십 타이틀을 획득했다.
투르크멘 SSR의 어떤 팀도 소비에트 톱 리그에서 뛰지 않았지만, 몇몇 축구 선수들이 뛰었고, 그 중 Valeri Broshin, 쿠르반 베르디예프, 세르게이 아가시코프, Ravshan Muhadov, Dmitri Khomukha, Charyar Mukhadov 및 Vitaliy Kafanov가 가장 유명하다.
다음 투르크메니스탄 축구 선수는 소련 축구 국가대표팀의 일원이었다.
| 이름          | 위치     | 팀   | 출전 (득점) | 연도      |
| ------------- | -------- | ---- | ----------- | --------- |
| 발레리 브로신 | 미드필더 | 소련 | 3(0)        | 1987–1990 |

### 독립 이후
소련으로부터 독립한 후 투르크메니스탄 축구 협회는 1992년에 설립되었으며 1994년부터 FIFA와 AFC의 회원이 되었다. 요카리 리가와 투르크메니스탄 컵은 1992년에 설립되었다. 1995년부터 투르크메니스탄은 투르크메니스탄 프레지던트 컵으로 알려진 연례 국제 축구 대회를 개최했다. 투르크메니스탄 클럽도 연례 CIS 컵에 참가한다.
투르크메니스탄 축구 국가대표팀의 성공은 1993년 개최국 이란에 2-1로 패한 1993 ECO 컵에서 준우승을 차지하면서 이루어졌다. 팀이 1994년 아시안 게임 8강에 진출했을 때 더 큰 성공을 거두었다. 10년 후, 대표팀은 2004년 AFC 아시안컵에 출전했는데, 이것이 아시안컵의 유일한 본선 진출 기록이다. 2010년 AFC 챌린지컵 결승전에서 승부차기 끝에 우승팀 조선민주주의인민공화국에 승부차기에서 패하면서 아시안컵 본선 진출이 아쉽게 좌절됐다.
가장 잘 알려진 투르크메니스탄 축구 인물은 쿠르반 베르디예프 (루빈 카잔의 수석 코치, 2008년과 2009년 러시아 프리미어 리그 챔피언 )와 아시가바트 태생의 Rolan Gusev (2000-2005 러시아 국가대표 축구 선수)이다.
2019년 3월, 투르크메니스탄 축구 협회는 크로아티아인 안테 미세 를 투르크메니스탄 축구 국가대표팀의 감독으로 임명하고 1년 계약을 체결했다. 크로아티아 전문가 산드로 토미치가 투르크메니스탄 대표팀 훈련을 돕는다. 크로아티아 감독들은 국가대표팀뿐만 아니라 투르크메니스탄의 전반적인 축구를 발전시킬 예정이다.

## 리그 시스템
| 수준 | 리그/디비전                    | 리그/디비전                    | 리그/디비전                    | 리그/디비전                    | 리그/디비전                    | 리그/디비전                    | 리그/디비전                    | 리그/디비전                    | 리그/디비전                    | 리그/디비전                    | 리그/디비전                    | 리그/디비전                    |
| ---- | ------------------------------ | ------------------------------ | ------------------------------ | ------------------------------ | ------------------------------ | ------------------------------ | ------------------------------ | ------------------------------ | ------------------------------ | ------------------------------ | ------------------------------ | ------------------------------ |
| 1    | 요카리 리가 10개 팀 ↓↑ 1 개 팀 | 요카리 리가 10개 팀 ↓↑ 1 개 팀 | 요카리 리가 10개 팀 ↓↑ 1 개 팀 | 요카리 리가 10개 팀 ↓↑ 1 개 팀 | 요카리 리가 10개 팀 ↓↑ 1 개 팀 | 요카리 리가 10개 팀 ↓↑ 1 개 팀 | 요카리 리가 10개 팀 ↓↑ 1 개 팀 | 요카리 리가 10개 팀 ↓↑ 1 개 팀 | 요카리 리가 10개 팀 ↓↑ 1 개 팀 | 요카리 리가 10개 팀 ↓↑ 1 개 팀 | 요카리 리가 10개 팀 ↓↑ 1 개 팀 | 요카리 리가 10개 팀 ↓↑ 1 개 팀 |
| 2    | 비린지 리가 <30개 동아리       | 비린지 리가 <30개 동아리       | 비린지 리가 <30개 동아리       | 비린지 리가 <30개 동아리       | 비린지 리가 <30개 동아리       | 비린지 리가 <30개 동아리       | 비린지 리가 <30개 동아리       | 비린지 리가 <30개 동아리       | 비린지 리가 <30개 동아리       | 비린지 리가 <30개 동아리       | 비린지 리가 <30개 동아리       | 비린지 리가 <30개 동아리       |